# أشتيان
أشتيان هي مدينة إيرانية تقع في محافظة مركزي. تقع هذه المدينة على مسافة 68 كم من مدينة أراك. و 229 كم من طهران و 104 كم من مدينة قم. ترتفع مدينة أشتيان عن سطح البحر 2120 مترًا، وبلغ عدد سكانها 9543 نسمة عام 2015.
يبلغ عدد سكانها 8,324 حسب احصاء عام 2006 م. من أعلامها الأديب عباس إقبال الآشتياني.

## أعلام
- حسن بن جعفر الآشتياني
- عباس إقبال الآشتياني